# Anelaphus punctatus
Anelaphus punctatus es una especie de escarabajo longicornio del género Anelaphus, categorizada en la tribu Elaphidiini, de la subfamilia Cerambycinae. Fue descrita por LeConte en 1873.

## Descripción
Mide 10-12 mm de longitud.

## Distribución
Se distribuye por México.